# Sinemorets

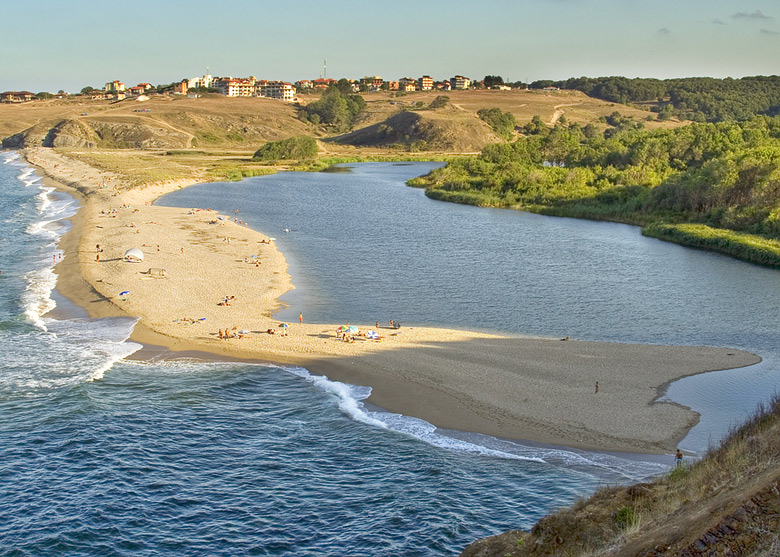
Strand vid floden Velekas mynning, Sinemorets.

Sinemorets (bulgariska: Синеморец) är en turistort vid Svarta havets kust i sydligaste Bulgarien, nära gränsen till Turkiet. Kusten, som karaktäriseras av höga klinter omväxlande med strandängar, är i stort sett orörd. Här ligger också naturreservatet Sinostar med lågt utnyttjade badstränder. Sinemorets hade 366 invånare (2018).